# Sancho I de León
Sancho I de León, llamado el Craso (c. 935-entre el 15 de noviembre y el 19 de diciembre de 966), fue rey de León, hijo del rey Ramiro II y de la reina Urraca Sánchez. Tras la sucesión de su hermano Ordoño III en 951, Sancho disputó la corona, siendo derrotado cerca de León. Accedió al trono en 956 tras la muerte de Ordoño III, pero fue depuesto en 958 por nobles leoneses y castellanos, liderados por Fernán González, quienes nombraron rey a Ordoño IV. La derrota de Sancho I ante un ejército cordobés en 957 contribuyó a su destronamiento.
Para recuperar el trono, Sancho I buscó la ayuda de su abuela Toda Aznárez de Pamplona, quien negoció un acuerdo con el califa de Córdoba, Abderramán III, obteniendo tratamiento médico para la obesidad de Sancho por parte de Hasday ibn Saprut y apoyo militar a cambio de plazas en el Duero. Tras el tratamiento en Córdoba en 958, un ejército pamplonés-musulmán tomó Zamora en la primavera de 959 y León en el segundo semestre de 960, restaurando a Sancho I en el trono. Ordoño IV huyó a Asturias.
Durante su segundo reinado, Sancho I incumplió su acuerdo con los musulmanes, quienes pasaron a apoyar a Ordoño IV, aunque el conflicto se limitó a incursiones. Sus últimos años estuvieron marcados por rebeliones nobiliarias y la consolidación de la independencia de los condes castellanos y gallegos. En 966, fundó el monasterio de San Pelayo en León. Su reinado concluyó en 966 con su muerte por envenenamiento en el monasterio gallego de Castrelo de Miño, presuntamente a manos del conde rebelde Gonzalo Menéndez, aunque la identificación precisa de este conde es debatida. Le sucedió su hijo Ramiro III entre el 15 de noviembre y el 19 de diciembre de 966.

## Primer reinado
Hijo de Ramiro II y de su segunda esposa, la reina Urraca Sánchez, era nieto del rey Sancho Garcés I y de Toda Aznárez. A Ramiro II le sucedió su hijo Ordoño III en 951 con la oposición del infante Sancho, que le disputó la Corona leonesa. Sancho contaba con el respaldo de parte de la nobleza, de su abuela Toda y del conde de Castilla, Fernán González, cuñado de Ordoño. Ordoño los derrotó junto a las murallas de León.
Al morir Ordoño en 956, Sancho I subió al trono leonés, pero dos años después, rechazado por su extrema gordura, fue destronado por los nobles leoneses y castellanos, encabezados por el conde Fernán González, que nombraron rey a Ordoño IV. Sancho había rehusado respetar la paz que el difunto Ordoño había acordado con los cordobeses, que enviaron contra él un ejército que lo venció en 957, acontecimiento que aumentó su desprestigio y favoreció su derrocamiento.

## Restauración en el trono

Mapa de la península ibérica en el.

Entonces, Sancho acudió al lado de su abuela, la reina Toda Aznárez de Pamplona, a quien pidió ayuda para recuperar su reino. Esta hizo un trato con el califa de Córdoba, Abderramán III, para conseguir tratamiento del médico de su corte Hasday ibn Saprut y ayuda para la recuperación del trono de León a cambio de unas plazas en las riberas del Duero.
La reina Toda, Sancho I y su esposa Teresa Ansúrez viajaron a Córdoba en el 958. Allí Hasday ibn Saprut trató a Sancho de su obesidad, pesaba 240 kilos, no permitiéndole tomar más que infusiones durante cuarenta días. Después, y de acuerdo con el pacto firmado, un ejército pamplonés-musulmán tomó Zamora en la primavera del 959 y León en el segundo semestre del 960, y restauró a Sancho I como rey. Ordoño IV huyó a Asturias.

## Segundo reinado y muerte

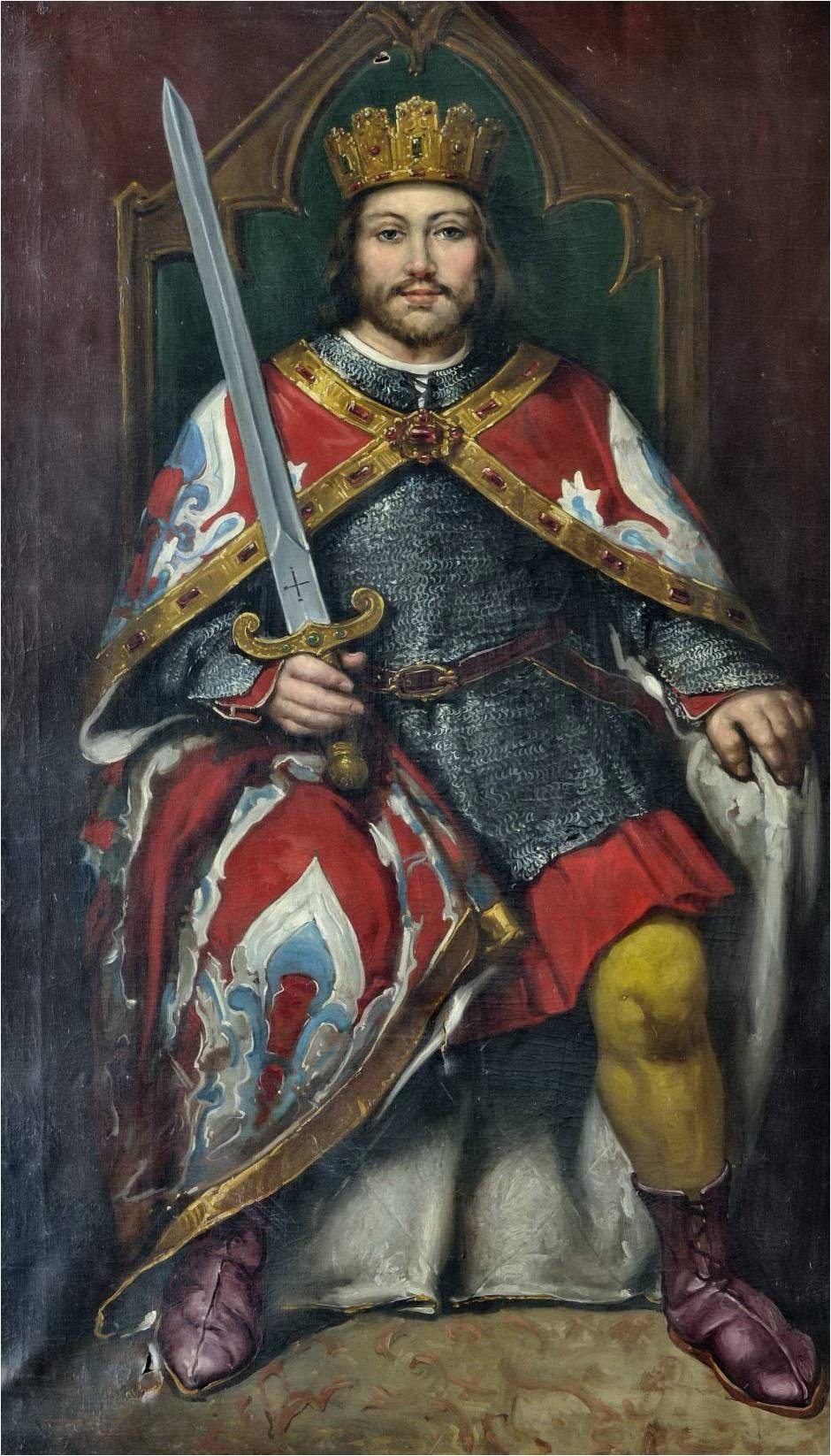
Retrato de Sancho I, realizado en el.

El rey tardó poco en olvidarse de su acuerdo con los musulmanes, que pasaron entonces a apoyar a Ordoño IV, aunque su enfrentamiento no pasó esta vez de unas cuantas incursiones de castigo. En los últimos años de su reinado se sucedieron las rebeliones nobiliarias y se afianzó la independencia de los condes castellanos y gallegos.
En 966 el rey Sancho fundó el monasterio de San Pelayo en la ciudad de León, consagrado en honor del mártir cordobés san Pelayo cuyos restos fueron trasladados por el rey a la capital del reino de León, aunque más tarde fueron llevados a Oviedo. Ubicado al lado del panteón de reyes de San Isidoro de León, este monasterio sustituyó al de San Salvador de Palat de Rey como cenobio cortesano y se convirtió en la «cabeza del infantazgo homónimo», el infantado de San Pelayo, donde se recluían las infantas que tomaban el hábito así como las reinas viudas. Años más tarde, en 1148, el monasterio se trasladó a Carbajal de la Legua y desde entonces fue conocido como el monasterio de Santa María de Carbajal y las monjas benedictinas que ahí habitaban, las «Carbajalas».
En 966 terminó su reinado cuando falleció al ser envenenado, según la crónica de Sampiro, en el monasterio gallego de Castrelo de Miño por el conde rebelde Gonzalo Menéndez, quien le dio una manzana ponzoñosa: Gundisaluus, qui dux erat (...) veneni pocula illi in pomo duxit. La identificación del conde Gonzalo Menéndez como el conde Gonzalo que envenenó al rey no es apoyada por todos los historiadores al no indicarse su patronímico y por la existencia de otro conde coetáneo llamado Gonzalo Muñoz (Moniz). Lo sucedió su hijo Ramiro III de León. Aunque no se sabe con exactitud el día de su muerte, habrá ocurrido entre el 15 de noviembre, fecha del último diploma en el que aparece Sancho I, y el 19 de diciembre, fecha del primer diploma de su hijo Ramiro III.

## Sepultura
Recibió sepultura en el monasterio de Castrelo de Miño y posteriormente sus restos mortales fueron trasladados a la ciudad de León, donde fueron inhumados en la iglesia de San Salvador de Palat del Rey. Dicha iglesia formaba parte de un monasterio, hoy desaparecido, que fue fundado durante el reinado de Ramiro II de León por su hija, la infanta Elvira Ramírez, que deseaba ser religiosa. En el mismo templo habían recibido sepultura anteriormente los reyes Ordoño III de León y Ramiro II de León, padre y hermano de Sancho I el Craso. 
Los restos mortales de los tres soberanos leoneses sepultados en la iglesia de San Salvador de Palat del Rey fueron trasladados posteriormente a la basílica de San Isidoro de León, donde fueron colocados en un rincón de una de las capillas del lado del Evangelio, donde también yacían los restos de otros reyes, como Alfonso IV de León, y no en el panteón de reyes de San Isidoro de León.

## Matrimonio y descendencia
Contrajo matrimonio antes del 28 de marzo de 959 con Teresa Ansúrez, hija del conde Ansur Fernández y la condesa Gontroda Núñez. Fruto de este matrimonio nació un hijo:
- Ramiro III de León (961[15]-984). Sucedió a su padre en el trono de León.

| Predecesor: Ordoño III | Rey de León 956-958 | Sucesor: Ordoño IV  |
| Predecesor: Ordoño IV  | Rey de León 960-966 | Sucesor: Ramiro III |